# Championnat de la ligue de snooker 2023
Le Championnat de la ligue 2023, est un tournoi de snooker professionnel de catégorie non-classée comptant pour la saison 2022-2023. Il se déroule du 19 décembre 2022 au 2 mars 2023 à la Morningside Arena de Leicester, en Angleterre.

## Déroulement

### Contexte avant le tournoi
Le tournoi est organisé en sept groupes de sept joueurs chacun. Chaque joueur qui remporte son groupe est qualifié pour le groupe des vainqueurs. Les joueurs qui ont terminé de la 1re à la 5e place passent au groupe suivant, tandis que les trois derniers sont éliminés du tournoi et laissent leur place à trois nouveaux joueurs. Le vainqueur du tournoi est celui qui remporte le groupe des vainqueurs. La ligue rassemble 25 joueurs qui obtiennent leur place par invitation.
Le tenant du titre est John Higgins, qui avait remporté ce tournoi pour la troisième fois de sa carrière l'an passé.

### Faits marquants
John Higgins défend son titre avec succès et remporte ce tournoi pour la quatrième fois de sa carrière. Il remporte le groupe 5 et termine en 3e position du groupe de vainqueurs, avant de s'imposer en finale 3-1 face à Judd Trump.
Matthew Selt réussit la performance remarquable de participer à tous les groupes du tournoi, mais sans jamais parvenir à se qualifier pour le groupe des vainqueurs. Malgré cela, il accumule 21 900 £ de gains (deuxième total le plus élevé derrière Higgins) et réalise 23 centuries, égalant ainsi le record du plus grand nombre de centuries réalisé dans un même tournoi.

## Dotations
Pour le groupe des vainqueurs :
- Vainqueur : 10 000 £
- Finaliste : 5 000 £
- Demi-finaliste : 3 000 £
- Manches gagnées (pendant la phase en groupe) : 200 £
- Manches gagnées (pendant les play-offs) : 300 £
- Meilleur break : 1 000 £

Pour les groupes 1 à 7 :
- Vainqueur : 3 000 £
- Finaliste : 2 000 £
- Demi-finaliste : 1 000 £
- Manches gagnées (pendant la phase en groupe) : 100 £
- Manches gagnées (pendant les play-offs) : 300 £
- Meilleur break : 500 £

Dotation totale maximale : 205 000 £ (dépend du nombre de manches disputées)

## Groupe 1
Ces rencontres se déroulent du 19 au 20 décembre 2022. Tous les matchs sont disputés au meilleur des cinq manches. Jack Lisowski se qualifie pour le groupe des vainqueurs.

### Matchs
| - Jack Lisowski 3-1 Jimmy Robertson - Ryan Day 3-2 Jordan Brown - Jack Lisowski 3-1 Ali Carter - Stuart Bingham 2-3 Matthew Selt - Jimmy Robertson 1-3 Ryan Day - Ali Carter 0-3 Matthew Selt - Jack Lisowski 1-3 Ryan Day | - Jordan Brown 3-1 Stuart Bingham - Ryan Day 3-2 Ali Carter - Jimmy Robertson 2-3 Jordan Brown - Ali Carter 3-0 Stuart Bingham - Jack Lisowski 3-0 Matthew Selt - Jordan Brown 1-3 Matthew Selt - Jimmy Robertson 2-3 Stuart Bingham | - Jordan Brown 3-2 Ali Carter - Stuart Bingham 3-1 Ryan Day - Jimmy Robertson 1-3 Ali Carter - Ryan Day 3-2 Matthew Selt - Jack Lisowski 1-3 Stuart Bingham - Jimmy Robertson 3-1 Matthew Selt - Jack Lisowski 1-3 Jordan Brown |

### Tableau
| Pos. | Joueur          | J | G | P | Mp | Mc | D  |                                              |
| ---- | --------------- | - | - | - | -- | -- | -- | -------------------------------------------- |
| 1    | Ryan Day        | 6 | 5 | 1 | 16 | 11 | +5 | Qualification pour les play-offs du groupe 1 |
| 2    | Jordan Brown    | 6 | 4 | 2 | 15 | 12 | +3 | Qualification pour les play-offs du groupe 1 |
| 3    | Jack Lisowski   | 6 | 3 | 3 | 12 | 11 | +1 | Qualification pour les play-offs du groupe 1 |
| 4    | Matthew Selt    | 6 | 3 | 3 | 12 | 12 | 0  | Qualification pour les play-offs du groupe 1 |
| 5    | Stuart Bingham  | 6 | 3 | 3 | 12 | 13 | -1 | Qualification pour le groupe 2               |
| 6    | Ali Carter      | 6 | 2 | 4 | 11 | 13 | -2 | Élimination de la compétition                |
| 7    | Jimmy Robertson | 6 | 1 | 5 | 10 | 16 | -6 | Élimination de la compétition                |

### Play-offs
|  | Demi-finales au meilleur des 5 manches | Demi-finales au meilleur des 5 manches |   |  | Finale au meilleur des 5 manches | Finale au meilleur des 5 manches |  |
|  |                                        |                                        |   |  |                                  |                                  |  |
|  | Ryan Day                               | 2                                      |   |  |                                  |                                  |  |
|  | Matthew Selt                           | 3                                      |   |  |                                  |                                  |  |
|  |                                        |                                        |   |  | Matthew Selt                     | 1                                |  |
|  |                                        | Jack Lisowski                          | 3 |  |                                  |                                  |  |
|  | Jordan Brown                           | 2                                      |   |  |                                  |                                  |  |
|  | Jack Lisowski                          | 3                                      |   |  |                                  |                                  |  |

## Groupe 2
Ces rencontres se déroulent du 21 au 22 décembre 2022. Tous les matchs sont disputés au meilleur des cinq manches. Stuart Bingham se qualifie pour le groupe des vainqueurs.

### Matchs
| - Barry Hawkins 1-3 Ryan Day - Jamie Jones 3-1 Stuart Bingham - Barry Hawkins 0-3 Jordan Brown - Robert Milkins 3-2 Matthew Selt - Ryan Day 3-0 Jamie Jones - Jordan Brown 0-3 Matthew Selt - Barry Hawkins 3-0 Jamie Jones | - Stuart Bingham 1-3 Robert Milkins - Jamie Jones 0-3 Jordan Brown - Stuart Bingham 3-2 Ryan Day - Jordan Brown 3-1 Robert Milkins - Barry Hawkins 1-3 Matthew Selt - Stuart Bingham 0-3 Matthew Selt - Ryan Day 2-3 Robert Milkins | - Stuart Bingham 3-1 Jordan Brown - Barry Hawkins 2-3 Robert Milkins - Ryan Day 1-3 Jordan Brown - Jamie Jones 3-2 Matthew Selt - Robert Milkins 2-3 Jamie Jones - Barry Hawkins 1-3 Stuart Bingham - Ryan Day 0-3 Matthew Selt |

### Tableau
| Pos. | Joueur         | J | G | P | Mp | Mc | D  |                                              |
| ---- | -------------- | - | - | - | -- | -- | -- | -------------------------------------------- |
| 1    | Matthew Selt   | 6 | 4 | 2 | 16 | 7  | +9 | Qualification pour les play-offs du groupe 2 |
| 2    | Jordan Brown   | 6 | 4 | 2 | 13 | 8  | +5 | Qualification pour les play-offs du groupe 2 |
| 3    | Robert Milkins | 6 | 4 | 2 | 15 | 13 | +2 | Qualification pour les play-offs du groupe 2 |
| 4    | Stuart Bingham | 6 | 3 | 3 | 11 | 12 | -1 | Qualification pour les play-offs du groupe 2 |
| 5    | Jamie Jones    | 6 | 3 | 3 | 9  | 14 | -5 | Qualification pour le groupe 3               |
| 6    | Ryan Day       | 6 | 2 | 4 | 11 | 13 | -2 | Élimination de la compétition                |
| 7    | Barry Hawkins  | 6 | 1 | 5 | 7  | 15 | -8 | Élimination de la compétition                |

### Play-offs
|  | Demi-finales au meilleur des 5 manches | Demi-finales au meilleur des 5 manches |   |  | Finale au meilleur des 5 manches | Finale au meilleur des 5 manches |  |
|  |                                        |                                        |   |  |                                  |                                  |  |
|  | Matthew Selt                           | 2                                      |   |  |                                  |                                  |  |
|  | Stuart Bingham                         | 3                                      |   |  |                                  |                                  |  |
|  |                                        |                                        |   |  | Stuart Bingham                   | 3                                |  |
|  |                                        | Robert Milkins                         | 1 |  |                                  |                                  |  |
|  | Robert Milkins                         | 3                                      |   |  |                                  |                                  |  |
|  | Jordan Brown                           | 2                                      |   |  |                                  |                                  |  |

## Groupe 3
Ces rencontres se déroulent du 3 au 4 janvier 2023. Tous les matchs sont disputés au meilleur des cinq manches. Kyren Wilson se qualifie pour le groupe des vainqueurs.

### Matchs
| - Mark Selby 2-3 Matthew Selt - Ricky Walden 3-1 Jamie Jones - Mark Selby 3-1 Jordan Brown - Kyren Wilson 3-1 Robert Milkins - Ricky Walden 3-1 Matthew Selt - Jordan Brown 1-3 Robert Milkins - Mark Selby 3-1 Ricky Walden | - Kyren Wilson 3-1 Jamie Jones - Ricky Walden 3-2 Jordan Brown - Matthew Selt 3-2 Jamie Jones - Kyren Wilson 2-3 Jordan Brown - Mark Selby 3-2 Robert Milkins - Kyren Wilson 3-1 Matthew Selt - Jamie Jones 0-3 Robert Milkins | - Kyren Wilson 0-3 Ricky Walden - Jordan Brown 1-3 Jamie Jones - Ricky Walden 3-1 Robert Milkins - Jordan Brown 3-0 Matthew Selt - Mark Selby 2-3 Kyren Wilson - Mark Selby 1-3 Jamie Jones - Matthew Selt 3-1 Robert Milkins |

### Tableau
| Pos. | Joueur         | J | G | P | Mp | Mc | D  |                                              |
| ---- | -------------- | - | - | - | -- | -- | -- | -------------------------------------------- |
| 1    | Ricky Walden   | 6 | 5 | 1 | 16 | 8  | +8 | Qualification pour les play-offs du groupe 3 |
| 2    | Kyren Wilson   | 6 | 4 | 2 | 14 | 11 | +3 | Qualification pour les play-offs du groupe 3 |
| 3    | Mark Selby     | 6 | 3 | 3 | 14 | 13 | +1 | Qualification pour les play-offs du groupe 3 |
| 4    | Matthew Selt   | 6 | 3 | 3 | 11 | 14 | -3 | Qualification pour les play-offs du groupe 3 |
| 5    | Robert Milkins | 6 | 2 | 4 | 11 | 13 | -2 | Qualification pour le groupe 4               |
| 6    | Jordan Brown   | 6 | 2 | 4 | 11 | 14 | -3 | Élimination de la compétition                |
| 7    | Jamie Jones    | 6 | 2 | 4 | 10 | 14 | -4 | Élimination de la compétition                |

### Play-offs
|  | Demi-finales au meilleur des 5 manches | Demi-finales au meilleur des 5 manches |   |  | Finale au meilleur des 5 manches | Finale au meilleur des 5 manches |  |
|  |                                        |                                        |   |  |                                  |                                  |  |
|  | Ricky Walden                           | 2                                      |   |  |                                  |                                  |  |
|  | Matthew Selt                           | 3                                      |   |  |                                  |                                  |  |
|  |                                        |                                        |   |  | Matthew Selt                     | 2                                |  |
|  |                                        | Kyren Wilson                           | 3 |  |                                  |                                  |  |
|  | Kyren Wilson                           | 3                                      |   |  |                                  |                                  |  |
|  | Mark Selby                             | 2                                      |   |  |                                  |                                  |  |

## Groupe 4
Ces rencontres se déroulent du 5 au 6 janvier 2023. Tous les matchs sont disputés au meilleur des cinq manches. Judd Trump se qualifie pour le groupe des vainqueurs.

### Matchs
| - Judd Trump 3-0 Ricky Walden - Gary Wilson 2-3 Robert Milkins - Judd Trump 3-0 Mark Selby - John Higgins 3-1 Matthew Selt - Gary Wilson 3-2 Ricky Walden - Mark Selby 3-0 Matthew Selt - Judd Trump 3-1 Gary Wilson | - John Higgins 3-2 Robert Milkins - Mark Selby 3-1 Gary Wilson - Ricky Walden 2-3 Robert Milkins - Mark Selby 1-3 John Higgins - Judd Trump 1-3 Matthew Selt - John Higgins 1-3 Ricky Walden - Robert Milkins 0-3 Matthew Selt | - John Higgins 3-0 Gary Wilson - Mark Selby 1-3 Robert Milkins - Gary Wilson 2-3 Matthew Selt - Mark Selby 3-1 Ricky Walden - Judd Trump 2-3 John Higgins - Judd Trump 3-0 Robert Milkins - Ricky Walden 3-0 Matthew Selt |

### Tableau
| Pos. | Joueur         | J | G | P | Mp | Mc | D  |                                              |
| ---- | -------------- | - | - | - | -- | -- | -- | -------------------------------------------- |
| 1    | John Higgins   | 6 | 5 | 1 | 16 | 9  | +7 | Qualification pour les play-offs du groupe 4 |
| 2    | Judd Trump     | 6 | 4 | 2 | 15 | 7  | +8 | Qualification pour les play-offs du groupe 4 |
| 3    | Mark Selby     | 6 | 3 | 3 | 11 | 11 | 0  | Qualification pour les play-offs du groupe 4 |
| 4    | Robert Milkins | 6 | 3 | 3 | 11 | 14 | -3 | Qualification pour les play-offs du groupe 4 |
| 5    | Matthew Selt   | 6 | 3 | 3 | 10 | 12 | -2 | Qualification pour le groupe 5               |
| 6    | Ricky Walden   | 6 | 2 | 4 | 11 | 13 | -2 | Élimination de la compétition                |
| 7    | Gary Wilson    | 6 | 1 | 5 | 9  | 17 | -8 | Élimination de la compétition                |

### Play-offs
|  | Demi-finales au meilleur des 5 manches | Demi-finales au meilleur des 5 manches |   |  | Finale au meilleur des 5 manches | Finale au meilleur des 5 manches |  |
|  |                                        |                                        |   |  |                                  |                                  |  |
|  | John Higgins                           | 3                                      |   |  |                                  |                                  |  |
|  | Robert Milkins                         | 1                                      |   |  |                                  |                                  |  |
|  |                                        |                                        |   |  | John Higgins                     | 1                                |  |
|  |                                        | Judd Trump                             | 3 |  |                                  |                                  |  |
|  | Judd Trump                             | 3                                      |   |  |                                  |                                  |  |
|  | Mark Selby                             | 2                                      |   |  |                                  |                                  |  |

## Groupe 5
Ces rencontres se déroulent du 7 au 8 février 2023. Tous les matchs sont disputés au meilleur des cinq manches. John Higgins se qualifie pour le groupe des vainqueurs.

### Matchs
| - Neil Robertson 3–0 Robert Milkins - Davild Gilbert 0–3 Matthew Selt - Neil Robertson 1–3 Xiao Guodong - Noppon Saengkham 2–3 John Higgins - David Gilbert 2–3 Robert Milkins - Xiao Guodong 3–1 John Higgins - Neil Robertson 3–0 David Gilbert | - Noppon Saengkham 1–3 Matthew Selt - David Gilbert 3–2 Xiao Guodong - Robert Milkins 0–3 Matthew Selt - Noppon Saengkham 2–3 Xiao Guodong - Neil Robertson 3–2 John Higgins - Noppon Saengkham 0–3 Robert Milkins - John Higgins 3–1 Matthew Selt | - Noppon Saengkham 3–1 David Gilbert - Xiao Guodong 3 –0 Matthew Selt - David Gilbert 3–1 John Higgins - Xiao Guodong 1–3 Robert Milkins - Neil Robertson 2–3 Matthew Selt - Neil Robertson 1–3 Noppon Saengkham - John Higgins 3–2 Robert Milkins |

### Tableau
| Pos. | Joueur           | J | G | P | Mp | Mc | D  |                                              |
| ---- | ---------------- | - | - | - | -- | -- | -- | -------------------------------------------- |
| 1    | Xiao Guodong     | 6 | 4 | 2 | 15 | 10 | +5 | Qualification pour les play-offs du groupe 5 |
| 2    | Matthew Selt     | 6 | 4 | 2 | 13 | 9  | +4 | Qualification pour les play-offs du groupe 5 |
| 3    | Neil Robertson   | 6 | 3 | 3 | 13 | 11 | +2 | Qualification pour les play-offs du groupe 5 |
| 4    | John Higgins     | 6 | 3 | 3 | 13 | 14 | -1 | Qualification pour les play-offs du groupe 5 |
| 5    | Robert Milkins   | 6 | 3 | 3 | 11 | 12 | -1 | Qualification pour le groupe 6               |
| 6    | Noppon Saengkham | 6 | 2 | 4 | 11 | 14 | -3 | Élimination de la compétition                |
| 7    | David Gilbert    | 6 | 2 | 4 | 9  | 15 | -6 | Élimination de la compétition                |

### Play-offs
|  | Demi-finales au meilleur des 5 manches | Demi-finales au meilleur des 5 manches |   |  | Finale au meilleur des 5 manches | Finale au meilleur des 5 manches |  |
|  |                                        |                                        |   |  |                                  |                                  |  |
|  | Xiao Guodong                           | 0                                      |   |  |                                  |                                  |  |
|  | John Higgins                           | 3                                      |   |  |                                  |                                  |  |
|  |                                        |                                        |   |  | John Higgins                     | 3                                |  |
|  |                                        | Matthew Selt                           | 1 |  |                                  |                                  |  |
|  | Matthew Selt                           | 3                                      |   |  |                                  |                                  |  |
|  | Neil Robertson                         | 2                                      |   |  |                                  |                                  |  |

## Groupe 6
Ces rencontres se déroulent du 9 au 10 février 2023. Tous les matchs sont disputés au meilleur des cinq manches. Neil Robertson se qualifie pour le groupe des vainqueurs.

### Matchs
| - Anthony McGill 3–0 Neil Robertson - Zhou Yuelong 3–2 Xiao Guodong - Joe Perry 0–3 Matthew Selt - Anthony McGill 1–3 Xiao Guodong - Zhou Yuelong 3–2 Robert Milkins - Xiao Guodong 1–3 Matthew Selt - Anthony McGill 3–0 Zhou Yuelong | - Joe Perry 3–2 Robert Milkins - Anthony McGill 2–3 Matthew Selt - Neil Robertson 2–3 Robert Milkins - Joe Perry 0–3 Xiao Guodong - Zhou Yuelong 3–2 Neil Robertson - Joe Perry 2–3 Neil Robertson - Robert Milkins 1–3 Matthew Selt | - Joe Perry 2–3 Zhou Yuelong - Xiao Guodong 3–2 Robert Milkins - Zhou Yuelong 0–3 Matthew Selt - Xiao Guodong 2–3 Neil Robertson - Anthony McGill 1–3 Joe Perry - Anthony McGill 2–3 Robert Milkins - Neil Robertson 3–1 Matthew Selt |

### Tableau
| Pos. | Joueur         | J | G | P | Mp | Mc | D  |                                              |
| ---- | -------------- | - | - | - | -- | -- | -- | -------------------------------------------- |
| 1    | Matthew Selt   | 6 | 5 | 1 | 16 | 7  | +9 | Qualification pour les play-offs du groupe 6 |
| 2    | Zhou Yuelong   | 6 | 4 | 2 | 12 | 14 | -2 | Qualification pour les play-offs du groupe 6 |
| 3    | Xiao Guodong   | 6 | 3 | 3 | 14 | 12 | +2 | Qualification pour les play-offs du groupe 6 |
| 4    | Neil Robertson | 6 | 3 | 3 | 13 | 14 | -1 | Qualification pour les play-offs du groupe 6 |
| 5    | Robert Milkins | 6 | 2 | 4 | 13 | 16 | -3 | Qualification pour le groupe 7               |
| 6    | Anthony McGill | 6 | 2 | 4 | 12 | 12 | 0  | Élimination de la compétition                |
| 7    | Joe Perry      | 6 | 2 | 4 | 10 | 15 | -5 | Élimination de la compétition                |

### Play-offs
|  | Demi-finales au meilleur des 5 manches | Demi-finales au meilleur des 5 manches |   |  | Finale au meilleur des 5 manches | Finale au meilleur des 5 manches |  |
|  |                                        |                                        |   |  |                                  |                                  |  |
|  | Matthew Selt                           | 2                                      |   |  |                                  |                                  |  |
|  | Neil Robertson                         | 3                                      |   |  |                                  |                                  |  |
|  |                                        |                                        |   |  | Neil Robertson                   | 3                                |  |
|  |                                        | Zhou Yuelong                           | 1 |  |                                  |                                  |  |
|  | Zhou Yuelong                           | 3                                      |   |  |                                  |                                  |  |
|  | Xiao Guodong                           | 2                                      |   |  |                                  |                                  |  |

## Groupe 7
Ces rencontres se déroulent du 27 au 28 février 2023. Tous les matchs sont disputés au meilleur des cinq manches. Xiao Guodong se qualifie pour le groupe des vainqueurs.

### Matchs
| - Lyu Haotian 3–0 Matthew Selt - Stephen Maguire 2–3 Graeme Dott - Lyu Haotian 1–3 Xiao Guodong - Tom Ford 3–1 Zhou Yuelong - Stephen Maguire 3–1 Matthew Selt - Xiao Guodong 2–3 Zhou Yuelong - Lyu Haotian 1–3 Stephen Maguire | - Tom Ford 2–3 Graeme Dott - Stephen Maguire 3–1 Xiao Guodong - Matthew Selt 0–3 Graeme Dott - Tom Ford 2–3 Xiao Guodong - Lyu Haotian 3–2 Zhou Yuelong - Tom Ford 0–3 Matthew Selt - Graeme Dott 3–2 Zhou Yuelong | - Tom Ford 3–2 Stephen Maguire - Xiao Guodong 1–3 Graeme Dott - Stephen Maguire 3–1 Zhou Yuelong - Xiao Guodong 3–1 Matthew Selt - Lyu Haotian 3–1 Tom Ford - Lyu Haotian 3–1 Graeme Dott - Matthew Selt 0–3 Zhou Yuelong |

### Tableau
| Pos. | Joueur          | J | G | P | Mp | Mc | D   |                                              |
| ---- | --------------- | - | - | - | -- | -- | --- | -------------------------------------------- |
| 1    | Graeme Dott     | 6 | 5 | 1 | 16 | 10 | +6  | Qualification pour les play-offs du groupe 7 |
| 2    | Stephen Maguire | 6 | 4 | 2 | 16 | 10 | +5  | Qualification pour les play-offs du groupe 7 |
| 3    | Lyu Haotian     | 6 | 4 | 2 | 14 | 10 | +4  | Qualification pour les play-offs du groupe 7 |
| 4    | Xiao Guodong    | 6 | 3 | 3 | 13 | 13 | 0   | Qualification pour les play-offs du groupe 7 |
| 5    | Zhou Yuelong    | 6 | 2 | 4 | 12 | 14 | -2  | Élimination de la compétition                |
| 6    | Tom Ford        | 6 | 2 | 4 | 11 | 15 | -4  | Élimination de la compétition                |
| 7    | Matthew Selt    | 6 | 1 | 5 | 5  | 15 | -10 | Élimination de la compétition                |

### Play-offs
|  | Demi-finales au meilleur des 5 manches | Demi-finales au meilleur des 5 manches |   |  | Finale au meilleur des 5 manches | Finale au meilleur des 5 manches |  |
|  |                                        |                                        |   |  |                                  |                                  |  |
|  | Graeme Dott                            | 1                                      |   |  |                                  |                                  |  |
|  | Xiao Guodong                           | 3                                      |   |  |                                  |                                  |  |
|  |                                        |                                        |   |  | Xiao Guodong                     | 3                                |  |
|  |                                        | Lyu Haotian                            | 2 |  |                                  |                                  |  |
|  | Stephen Maguire                        | 0                                      |   |  |                                  |                                  |  |
|  | Lyu Haotian                            | 3                                      |   |  |                                  |                                  |  |

## Groupe des vainqueurs
Ces rencontres se déroulent du 1er au 2 mars 2023. Tous les matchs sont disputés au meilleur des cinq manches. John Higgins remporte le tournoi et défend son titre.

### Matchs
| - Neil Robertson 2–3 Stuart Bingham - John Higgins 0–3 Kyren Wilson - Neil Robertson 3–1 Jack Lisowski - Judd Trump 3–1 Xiao Guodong - John Higgins 3–2 Stuart Bingham - Jack Lisowski 3–1 Xiao Guodong - Neil Robertson 3–2 John Higgins | - Judd Trump 3–1 Kyren Wilson - John Higgins 3–1 Jack Lisowski - Kyren Wilson 3–1 Stuart Bingham - Judd Trump 3–1 Jack Lisowski - Neil Robertson 0–3 Xiao Guodong - Judd Trump 3–1 Stuart Bingham - Kyren Wilson 3–1 Xiao Guodong | - Judd Trump 2–3 John Higgins - Kyren Wilson 3–2 Jack Lisowski - John Higgins 3–1 Xiao Guodong - Jack Lisowski 3–1 Stuart Bingham - Neil Robertson 0–3 Judd Trump - Neil Robertson 3–2 Kyren Wilson - Stuart Bingham 3–2 Xiao Guodong |

### Tableau
| Pos. | Joueur         | J | G | P | Mp | Mc | D   |                                                           |
| ---- | -------------- | - | - | - | -- | -- | --- | --------------------------------------------------------- |
| 1    | Judd Trump     | 6 | 5 | 1 | 17 | 7  | +10 | Qualification pour les play-offs du groupe des vainqueurs |
| 2    | Kyren Wilson   | 6 | 4 | 2 | 15 | 10 | +5  | Qualification pour les play-offs du groupe des vainqueurs |
| 3    | John Higgins   | 6 | 4 | 2 | 14 | 12 | +2  | Qualification pour les play-offs du groupe des vainqueurs |
| 4    | Neil Robertson | 6 | 3 | 3 | 11 | 14 | -3  | Qualification pour les play-offs du groupe des vainqueurs |
| 5    | Jack Lisowski  | 6 | 2 | 4 | 11 | 14 | -3  | Élimination de la compétition                             |
| 6    | Stuart Bingham | 6 | 2 | 4 | 11 | 16 | -5  | Élimination de la compétition                             |
| 7    | Xiao Guodong   | 6 | 1 | 5 | 9  | 15 | -6  | Élimination de la compétition                             |

### Play-offs
|  | Demi-finales au meilleur des 5 manches | Demi-finales au meilleur des 5 manches |   |  | Finale au meilleur des 5 manches | Finale au meilleur des 5 manches |  |
|  |                                        |                                        |   |  |                                  |                                  |  |
|  | Judd Trump                             | 3                                      |   |  |                                  |                                  |  |
|  | Neil Robertson                         | 0                                      |   |  |                                  |                                  |  |
|  |                                        |                                        |   |  | Judd Trump                       | 1                                |  |
|  |                                        | John Higgins                           | 3 |  |                                  |                                  |  |
|  | Kyren Wilson                           | 2                                      |   |  |                                  |                                  |  |
|  | John Higgins                           | 3                                      |   |  |                                  |                                  |  |

Arbitre de la finale :  Rob Spencer

## Centuries
- 144 (V), 141 (4), 141, 137, 135, 126, 121, 116, 115, 108, 107, 102, 100, 100  John Higgins
- 143 (5), 139, 130, 122, 118, 114, 111, 108, 107, 101  Neil Robertson
- 143 (5), 109, 103, 100, 100  Robert Milkins
- 143 (1), 105, 100  Jimmy Robertson
- 142 (2), 140, 139, 138, 132, 130, 120, 118, 112, 109, 108, 104, 103, 100  Stuart Bingham
- 142, 135, 119, 115, 111, 101  Jack Lisowski
- 141, 138 (6), 138, 133, 130, 128, 127, 127, 127, 126, 123, 117, 111, 110, 110, 108, 107, 106, 106, 103, 102, 101, 101  Matthew Selt
- 140 (7), 106  Graeme Dott
- 138, 134, 131, 124  Gary Wilson
- 137, 133 (3), 129, 112, 105, 104, 104, 103, 101  Kyren Wilson
- 137, 114  Ali Carter
- 136, 132, 112  Jordan Brown
- 136, 122  Tom Ford
- 135, 119, 103  Noppon Saengkham
- 135, 115  David Gilbert
- 134, 108  Joe Perry
- 131, 131, 124, 122, 118, 117, 113, 112, 111, 111, 110, 110, 109, 106, 105, 102  Xiao Guodong
- 130, 112, 107, 107, 104  Ricky Walden
- 130, 128, 116, 106, 100, 100  Lyu Haotian
- 129, 122, 116, 108, 108, 108, 104, 102, 100, 100  Judd Trump
- 128, 120, 117  Jamie Jones
- 124, 121, 118  Mark Selby
- 124  Stephen Maguire
- 123, 112  Anthony McGill
- 118, 113, 109  Zhou Yuelong
- 115, 105, 105, 100, 100, 100  Ryan Day

Les meilleurs breaks de chaque groupe figurent en gras avec le groupe entre parenthèses.